# 池坊

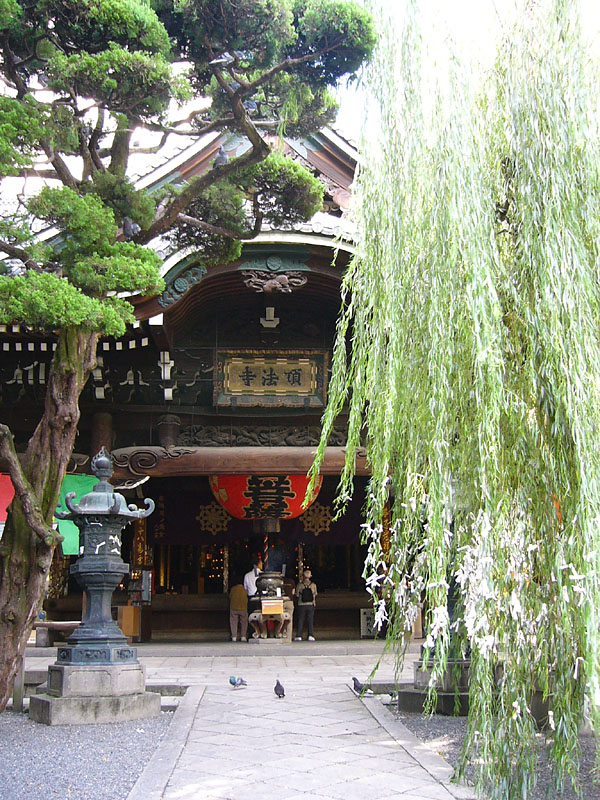
池坊之發祥地、六角堂（京都市中京區）

池坊（日语：／ Ikenobō）是日本的華道家元。插花的根源。最古老，同时也是擁有最多的會員數。池坊之名源自聖德太子的沐浴之池，原本是京都頂法寺（通稱六角堂）的塔頭中的本坊，代々負責經營・管理頂法寺本堂六角堂。

## 历史
池坊之僧，作為頂法寺的住持，負責為六角堂的本尊如意輪觀音供花。池坊和立花的關連在文獻上初見於寬正3年（1462年）。東福寺之僧雲泉太極的日記『碧山日錄』中，同年2月25日條記載，池坊12世池坊專慶在金瓶中插草花數十枝，獲得京都風雅之士的好評。天文11年（1542年），池坊28世專應著『池坊專應口傳』將立花的理論和技術體系化。專應的後繼專榮、初代專好、2代專好的3代確立池坊立花的樣式。作為華道的家元直到現在。江戶時代，分流形成遠州流、古流等許多流派。45世池坊專永宗匠將池坊國際化，在海外發揚光大。

## 樣式
- 生花（しょうか）
  - 生花正風体（しょうかしょうふうたい）
  - 生花新風体（しょうかしんぷうたい）
- 立花（りっか）
  - 立花正風体（りっかしょうふうたい）

立花正風體之十体分別為:
- 1.正風體﹝直真﹞
- 2.幽玄體﹝除真﹞
- 3.景曲體﹝砂之物﹞
- 4.野澤體﹝草花立花﹞
- 5.池中體﹝水草立花﹞
- 6.山頭有草體﹝草之真立花﹞
- 7.山下有竹體﹝請眮竹立花﹞
- 8.枯木強力體﹝曝木之真立花﹞
- 9.一色體﹝一色物立花﹞
- 10.亂曲體﹝律動、色香之立花﹞
  - 立花新風体（りっかしんぷうたい）

立花新風体之九体分別為:
- 1.長高体
- 2.麗容体
- 3.神妙体
- 4.橫溢体
- 5.一色体
- 6.景曲体
- 7.輕妙体
- 8.微妙体
- 9.亂曲體

- 自由花（じゆうか）

## 歷代家元
- 池坊專慶
- 池坊專能
- 池坊專秀
- 池坊專勝
- 池坊專和
- 池坊專昭
- 池坊專増
- 池坊專明（初代）
- 池坊專承
- 池坊專誓
- 池坊專應
- 池坊專榮
- 31世 池坊專好（初代）：生年不詳～元和7年（1621），華道家元三十一世。達成天下統一的豐臣秀吉，大刀改變了京都的都市構造，在這樣的背景下，初代專好守護了聚集百姓信仰的六角堂。天正18年（1590）於毛利輝元宅邸，文祿3年（1594）於前田利家宅邸皆插立了迎接豐臣秀吉的砂物立花，展現充滿豪華生命力的桃山文化。
- 32世 池坊專好（2代目）：天正3年（1575）～萬治元年（1658），華道家元三十二世。為後水尾天皇（上皇）所重用，寛永元年（1624）之後，擔任京都御所與仙洞御所立花會的指導，提高了池坊的地位。集符合纖細優美的寛永文化的立花樣式於大成，在寺院社會與貴族公家社會，甚至百姓間卷起了立花流行的風潮。
- 33世 池坊專存
- 34世 池坊專養
- 35世 池坊專好（3代目）：天和元年（1681）～享保19年（1734），華道家元三十五世。承襲先代專養的慣例，於自己就任六角堂住持與幕府將軍交替之際前往江戸城謁見，並在京都知恩院舉辦德川家康百回忌時獻上立花，加深與幕府間的關係。寶永5年（1708）大火燒毀六角堂，三代專好於正德3年（1713）重建六角堂，並將本堂與長方形的拜堂組合起來，形成與現在六角堂幾乎相同的形式。
- 36世 池坊專純
- 37世 池坊專意
- 38世 池坊專純
- 39世 池坊專弘
- 40世 池坊專定
- 41世 池坊專明（2代目）
- 42世 池坊專正
- 43世 池坊專啓
- 44世 池坊專威
- 45世 池坊專永（現家元）
- 46世 池坊由紀（次期家元、4代目專好襲名預定）：於1989年11月得度並指名為次期家元，2015年11月襲名「專好」。以「活現生命」的池坊之心，從事多樣的活動。現任紫雲山頂法寺副住職、日本插花藝術協会副會長、冰島共和國名譽領事。
- 47世 池坊專宗(目前尚為大學學生)

## 關連項目
- 池坊短期大學

## 外部連結
- 池坊 （页面存档备份，存于）
- 池坊短期大学 （页面存档备份，存于）
- 池坊お茶の水学院 （页面存档备份，存于）